# Organizacja Transportu Miejskiego w Atenach
Organizacja Transportu Miejskiego w Atenach (OASA) (grec. Οργανισμός Αστικών Συγκοινωνιών Αθηνών (ΟΑΣΑ)) – największy system komunikacji miejskiej w Grecji. Obejmuje autobusy, tramwaje, trolejbusy, kolej aglomeracyjną i metro na terenie aglomeracji Ateńskiej.

## Przedsiębiorstwa składowe
W styczniu 2011 Rząd Grecji zaproponował reorganizację systemu transportu publicznego w Atenach. Zmiana ta miała polegać na zmniejszeniu liczby oddzielnych przedsiębiorstw transportowych, powstałych by obsłużyć Letnie Igrzyska Olimpijskie w 2004 w Atenach, z pięciu do zaledwie dwóch, jednego dla tramwajów, pociągów i metra oraz jednego dla autobusów konwencjonalnych i trolejbusów. W marcu 2011 Parlament Grecji uchwalił ustawę 3920, która zezwoliła Athens Metro Operations Company (AMEL) na przejęcie miejskich kolei elektrycznych (ISAP, Athens-Piraeus Electric Railways) i spółki zarządzającej miejskimi tramwajami. Do fuzji firm doszło oficjalnie 10 czerwca 2011.
Po zakończeniu fuzji w czerwcu 2011 roku AMTS składało się z:
- OSY S.A. (grec. ΟΣΥ Α.Ε.)
  - Autobusy w Atenach
  - Trolejbusy w Atenach
- STASY S.A. (grec. ΣΤΑΣΥ Α.Ε.)
  - Tramwaje w Atenach
  - Metro w Atenach
- TRAINOSE S.A. (grec. ΤΡΑΙΝΟΣΕ Α.Ε.) – Kolej aglomeracyjna w Atenach korzystająca z sieci Organismos Sidirodromon Ellados (OSE), aczkolwiek pozostająca niezależna od OSE.

## OASA Photography & Video Competition
AMTS regularnie przeprowadza konkursy fotografii i wideografii ulicznej, zarówno w trybie czarno-białym, jak i kolorowym, w którym biorą udział zdjęcia wykonane w środkach transportu lub na terenie stacji zarządzanych przez AMTS. Nagrodami w konkursie są darmowe przepustki na cały ateński system komunikacji miejskiej.

## Galeria

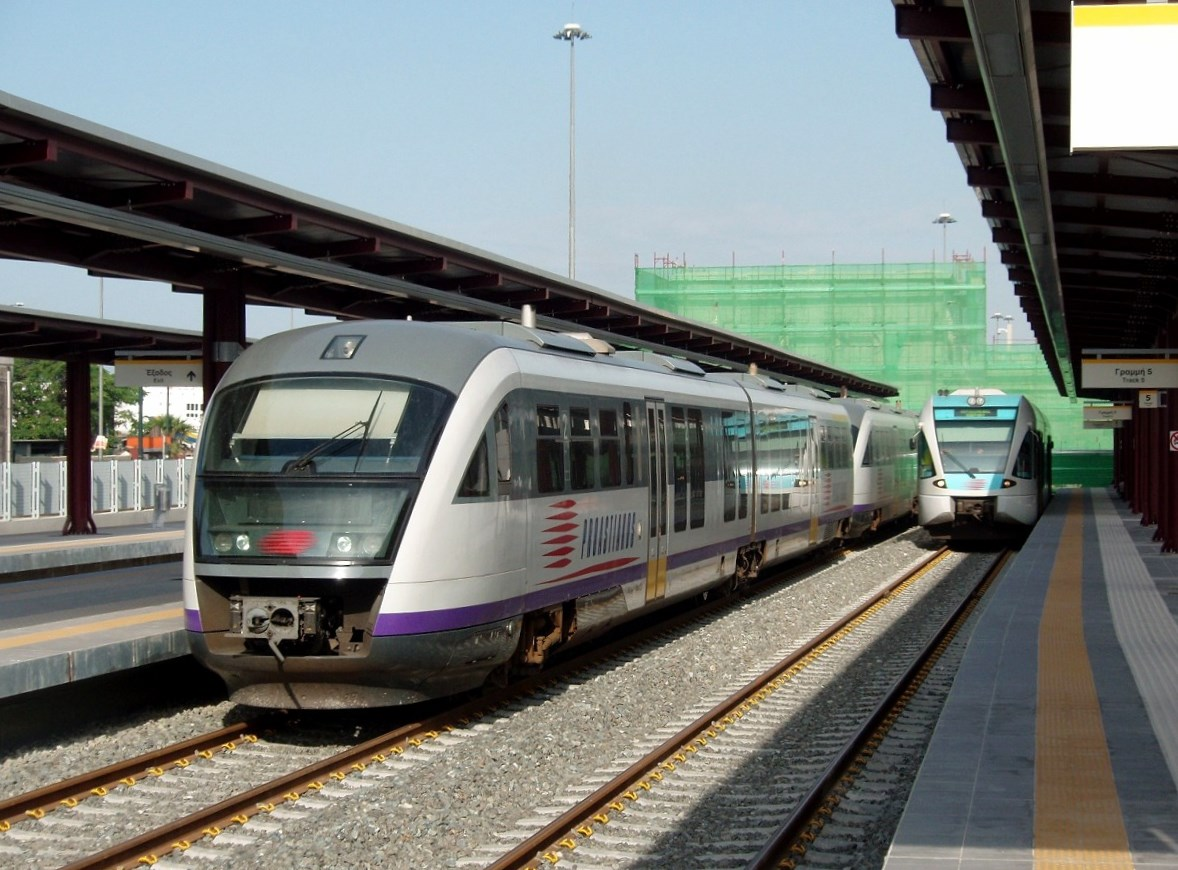
Pociąg Kolei Aglomeracyjnej
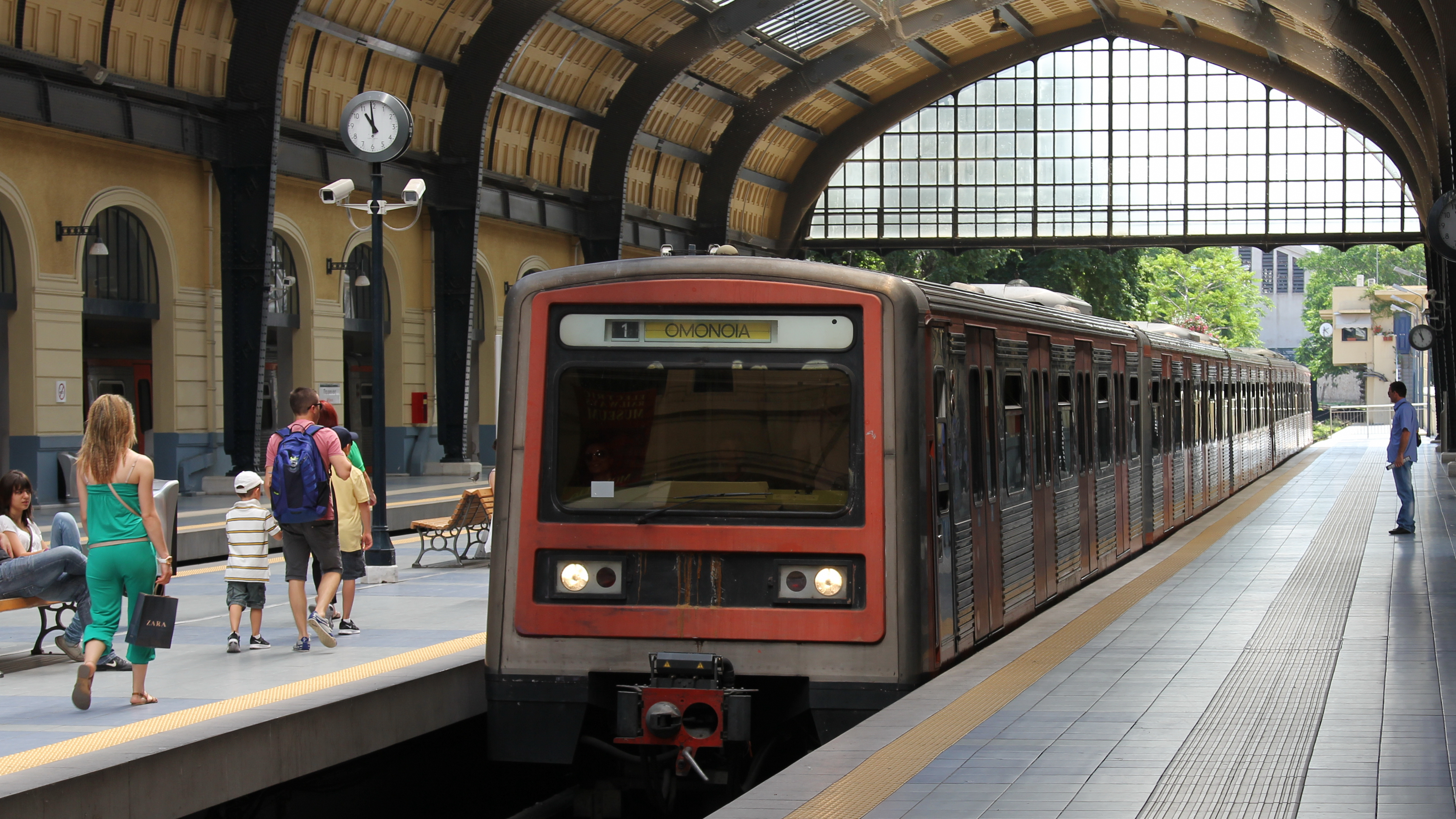
Stare wagony ateńskiego metra
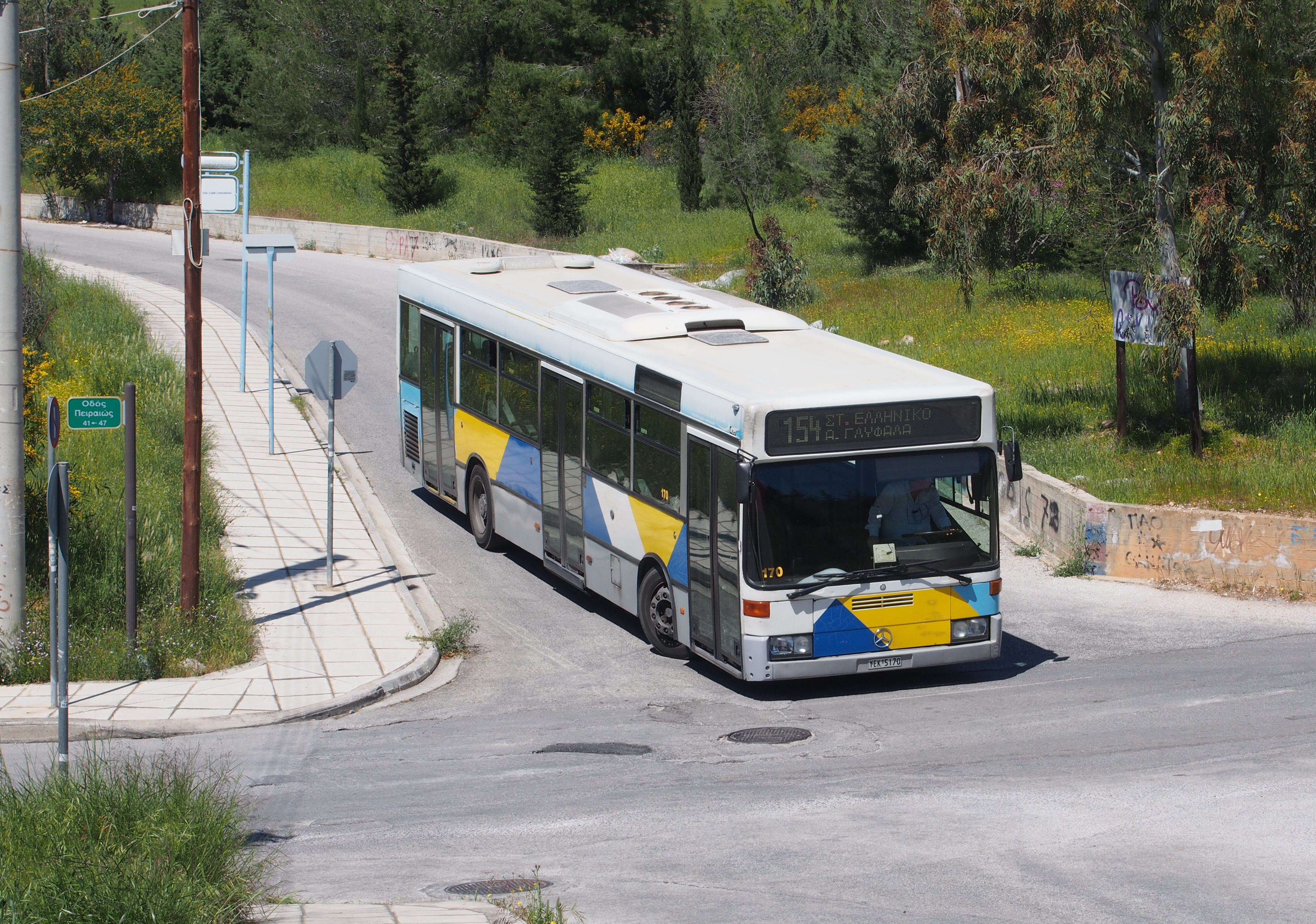
Autobus w Wuli
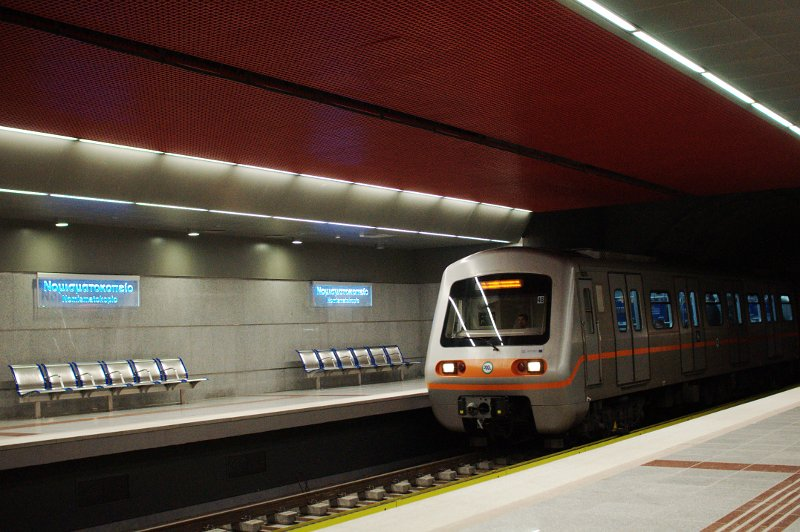
2. generacja wagonów ateńskiego metra
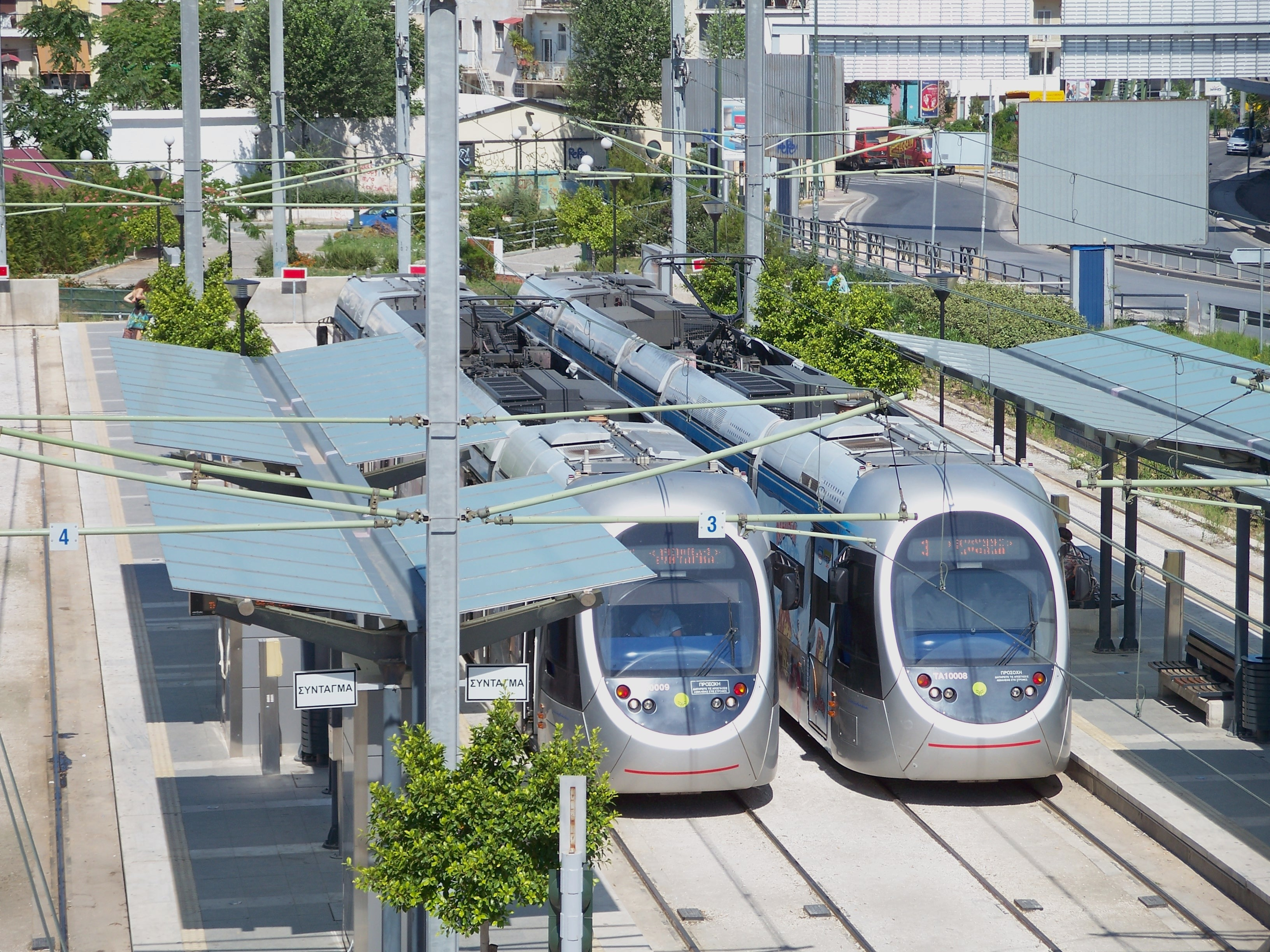
Infrastruktura tramwajowa
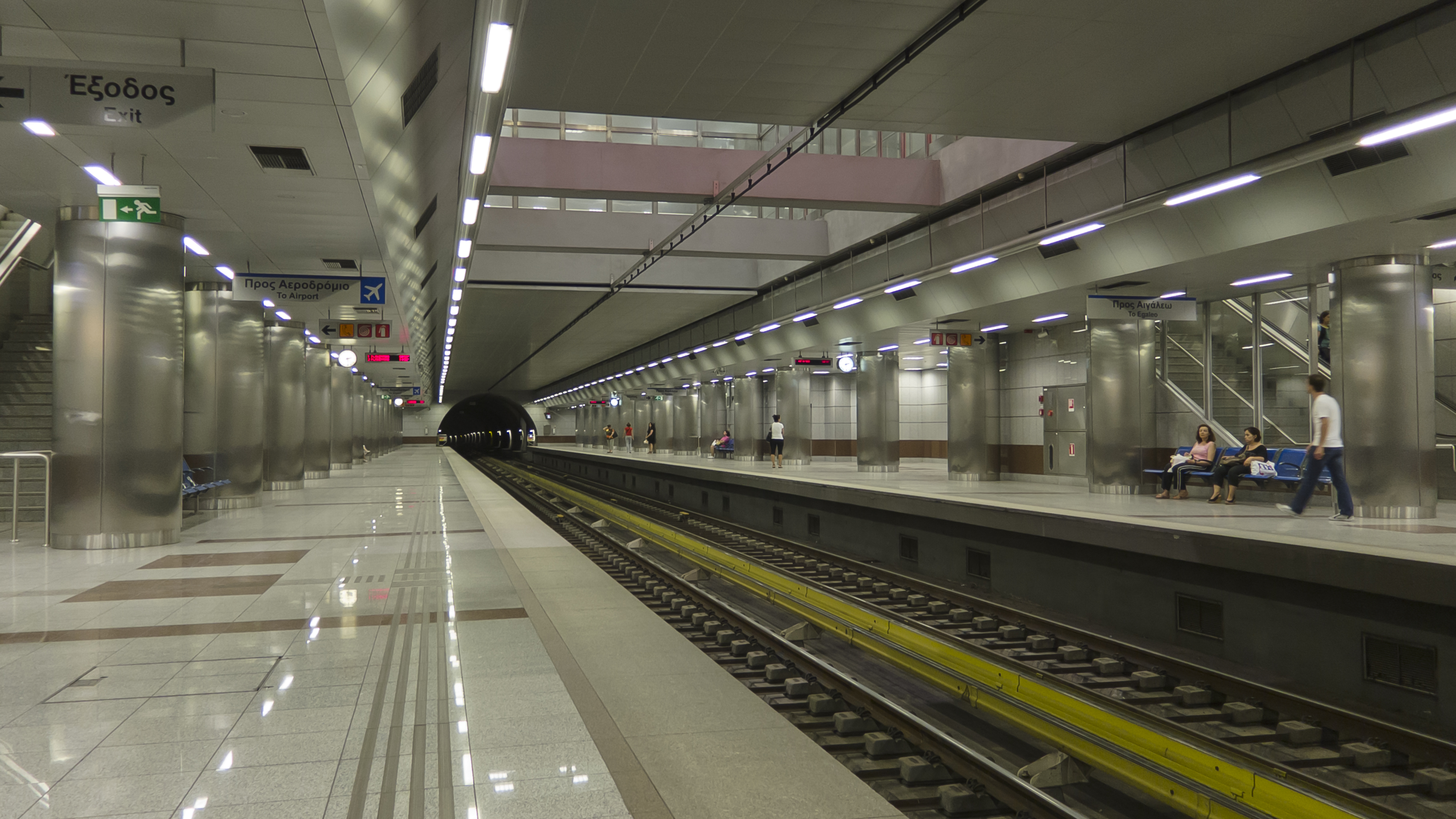
Stacja metra na Linii 3
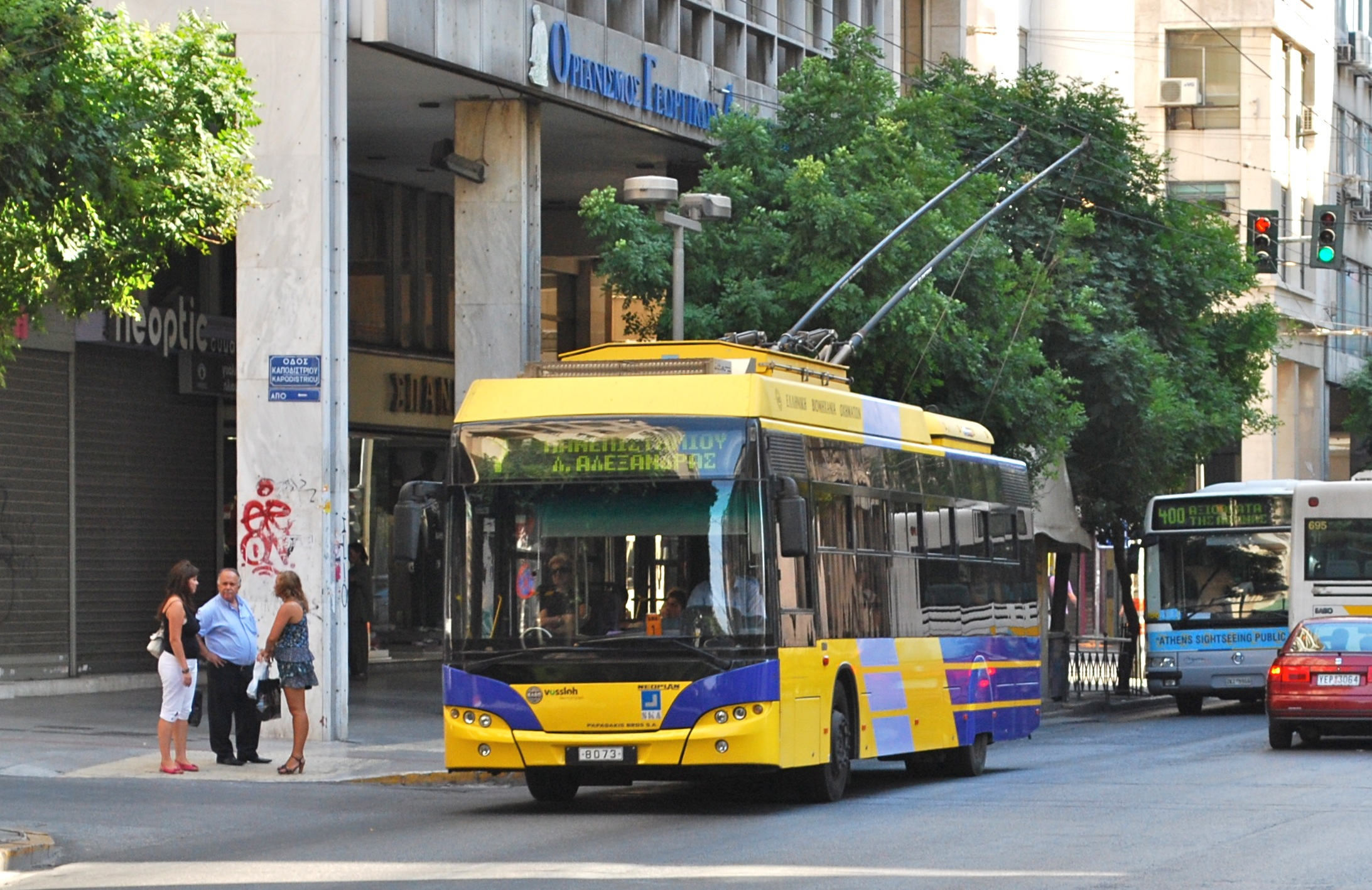
Trolejbus w centrum Aten
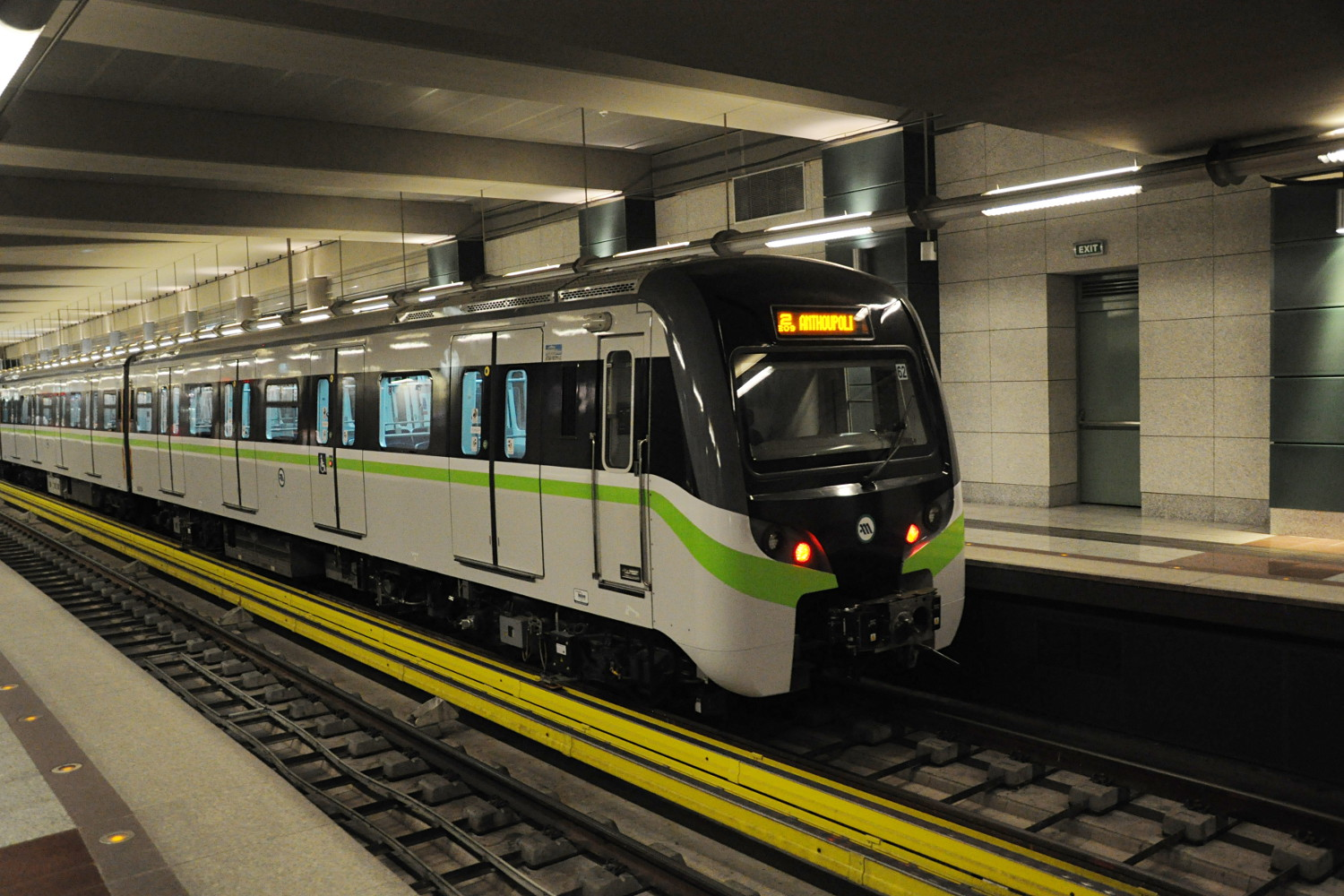
3. generacja wagonów ateńskiego metra